# Skelettszintigrafie
Die Skelettszintigrafie, auch Knochenszintigrafie (engl. bone scan) genannt, ist ein nuklearmedizinisches bildgebendes Verfahren (Szintigrafie), das zum Nachweis von Knochen-Anteilen mit einem erhöhten Knochenstoffwechsel dient.
Bereiche mit einem erhöhten Knochenstoffwechsel („Herde“) finden sich beispielsweise bei Knochenmetastasen im Rahmen von Krebserkrankungen (z. B. Prostatakarzinom, Mammakarzinom), aber auch in der Heilungszone von Knochenbrüchen oder bei entzündlichen Veränderungen wie z. B. der Osteomyelitis oder bei Lockerungen von implantierten Endoprothesen (z. B. Hüftgelenks- oder Kniegelenksprothesen).

## Beschreibung
Die Skelettszintigrafie ist ein Verfahren mit hoher Sensitivität (ca. 94 %) zum Erkennen von Knochenschädigungen (ossäre Läsionen). Speziell bei Knochenmetastasen, die in der Regel durch vermehrte (positiver Kontrast), seltener durch eine verminderte Speicherung (negativer Kontrast bei reinen Osteolysen), charakterisiert sind. Das physiologische Prinzip beruht auf der Chemisorption. Die 99mTc-markierten Diphosphonate, wie beispielsweise Oxidronsäure, reichern sich an der Knochenoberfläche an. Das Maß der Anreicherung hängt von verschiedenen Faktoren ab: regionale Durchblutung, Kapillarpermeabilität, Osteoidgehalt und Knochenoberfläche sowie insbesondere die Osteoblasten-Aktivität. Das Technetium wird an knochenaffine Bisphosphonate wie Hydroxymethylenbisphosphonat (HMDP), Hydroxyethylenbisphosphonat (HEDP), Methylendiphosphonat (MDP) oder Diphosphono-1,2-propandicarbonsäure (DPD) gebunden. Die bei Erwachsenen übliche Aktivität liegt im Bereich von 500 bis 720 MBq. Daraus resultiert eine Strahlenbelastung von etwa 2,2–3,2 mSv.
Bei Verdacht auf eine umschriebene Skelettveränderung erfolgt die Untersuchung als Mehrphasenszintigraphie (z. B. Dreiphasenszintigraphie). Dazu wird zu Beginn der „Bolus“-Injektion über den Zeitraum von einer Minute eine Sequenzszintigraphie mit einer Aufnahme pro Sekunde angefertigt (Perfusionsphase). Dann erfolgen die statischen Frühaufnahmen (Blutpoolphase) des betroffenen Skelettareals. Nach mindestens zwei Stunden werden Aufnahmen (Szintigramme) des gesamten Skeletts in ventraler und dorsaler Projektion angefertigt (Knochenphase) und durch Zielaufnahmen klinisch oder szintigraphisch auffälliger Regionen ergänzt, eventuell in SPECT-Technik.
Das Untersuchungsprinzip besteht darin, dass Phosphatverbindungen durchblutungsabhängig an die Hydroxylapatitkristalle des Knochens angelagert werden und damit in den frühen Untersuchungsphasen der Szintigraphie die Knochendurchblutung und in den folgenden späten Phasen den Knochenstoffwechsel widerspiegeln. Wenn die Blutversorgung unterbrochen ist, eine Knochenläsion den Knochenstoffwechsel nicht verändert oder ein Knochen komplett zerstört ist, lässt sich keine Anreicherung nachweisen.
Für die Untersuchung wird ein Radionuklid intravenös gespritzt. Nach einer gewissen Wartezeit kann dann das Skelettsystem mit einer Gammakamera aufgenommen werden.
Leistungsfähiger als die Skelettszintigrafie mit Hilfe einer Gammakamera ist die PET/CT unter Verwendung des Tracer 18F-Natriumfluorid. Das Verfahren ist zwar aufwändiger und teurer, die PET-Bildgebung ist aufgrund der grundlegend verschiedenen Technik der PET-Bildgebung hinsichtlich Auflösung und Empfindlichkeit der Szintigrafie überlegen. Außerhalb Klinischer Studien oder bei Nicht-Hochrisiko-Patienten wird die Skelettszintigrafie zur Routinediagnostik zum Beispiel bei der Suche nach Knochenmetastasen als Methode der zweiten Wahl eingesetzt, insbesondere wenn Magnetresonanztomographie- oder PET-Verfahren weniger leicht verfügbar sind.

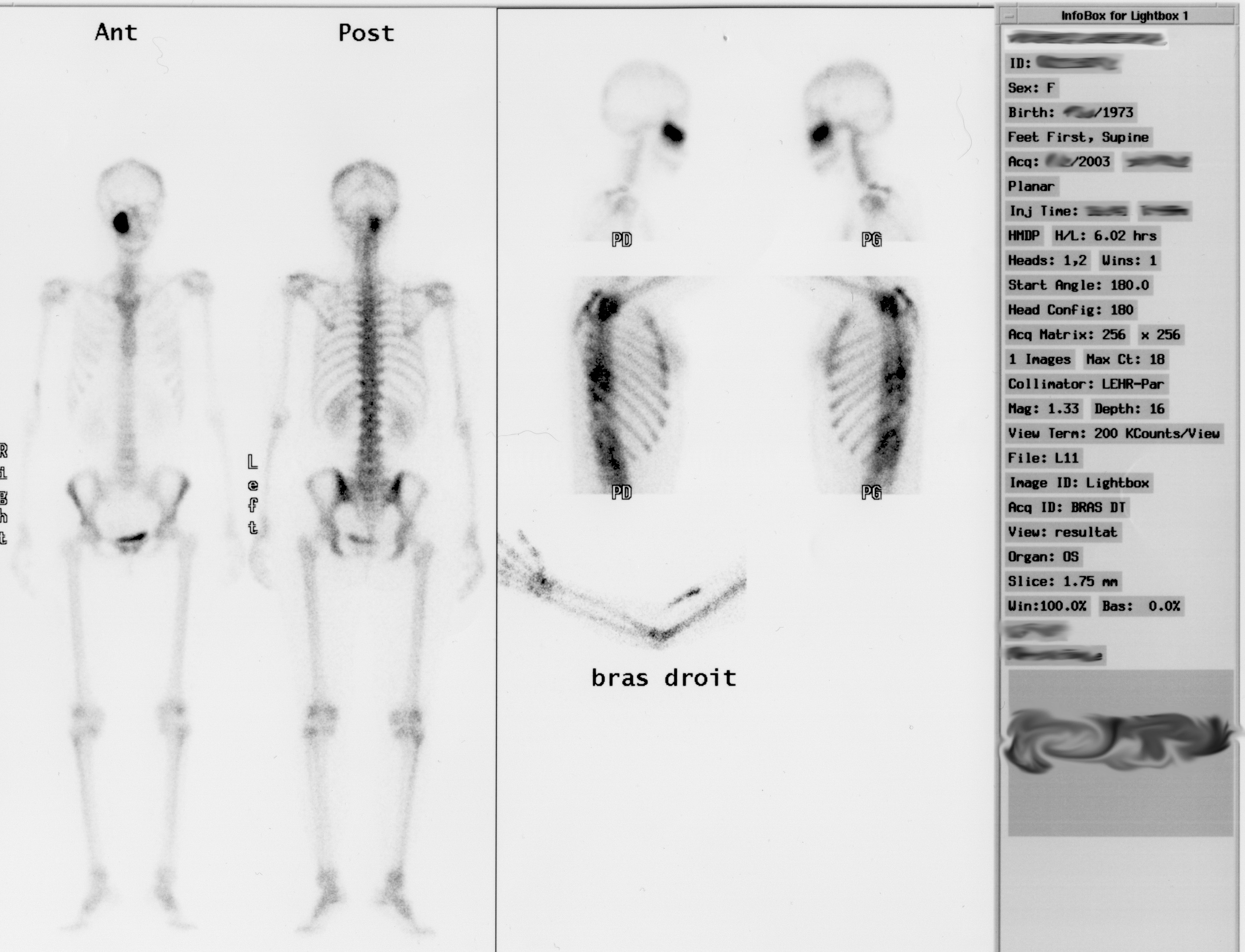
Ganzkörperbild einer Patientin (Läsion im Gesichtsschädel rechts).
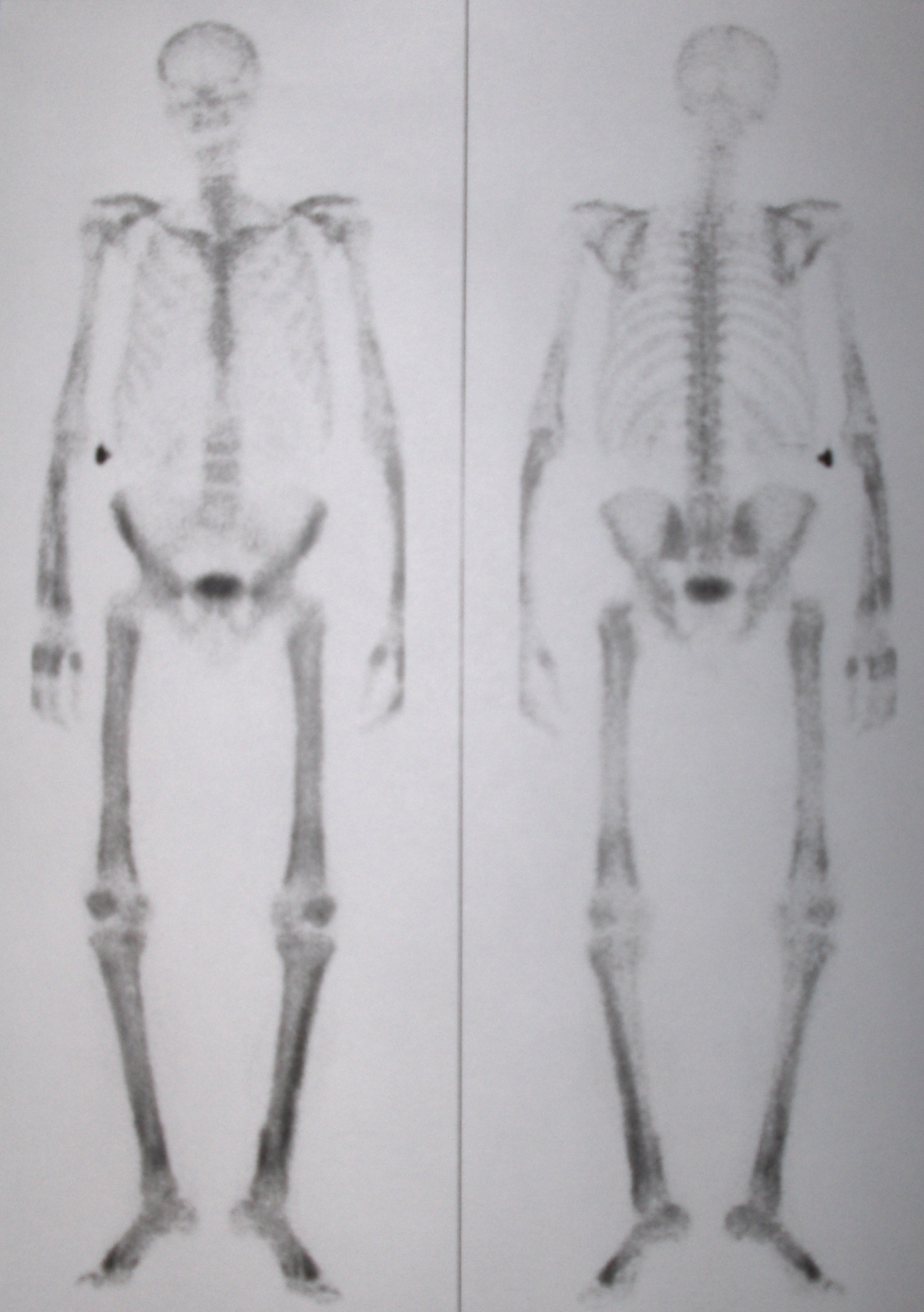
Ganzkörperbild eines Patienten mit Marie-Bamberger-Syndrom.
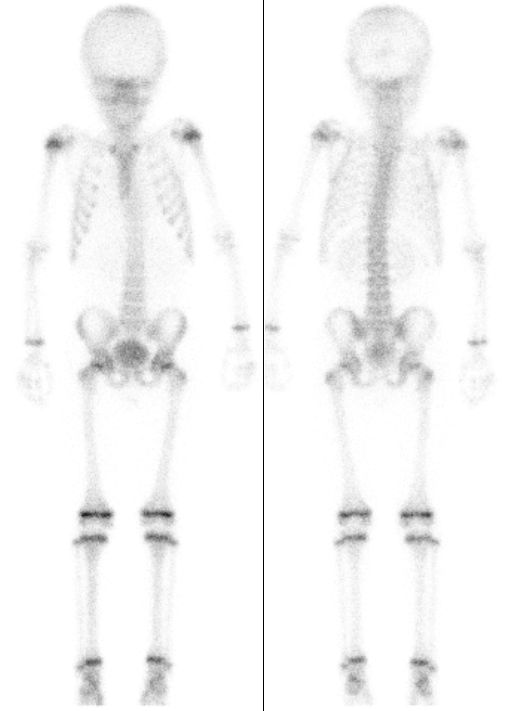
Ganzkörperbild eines 7-jährigen Kindes. Normalbefund; intensive Anreicherung in den Wachstumsfugen.
- PET/CT in Maximumintensitätsprojektion mit 18F-Natriumfluorid (NaF) bei metastasierendem Brustkrebs. Knochenmetastasen in Schädel, Wirbelsäule, Becken, Rippen, linkem Schlüsselbein und rechtem Oberschenkel.
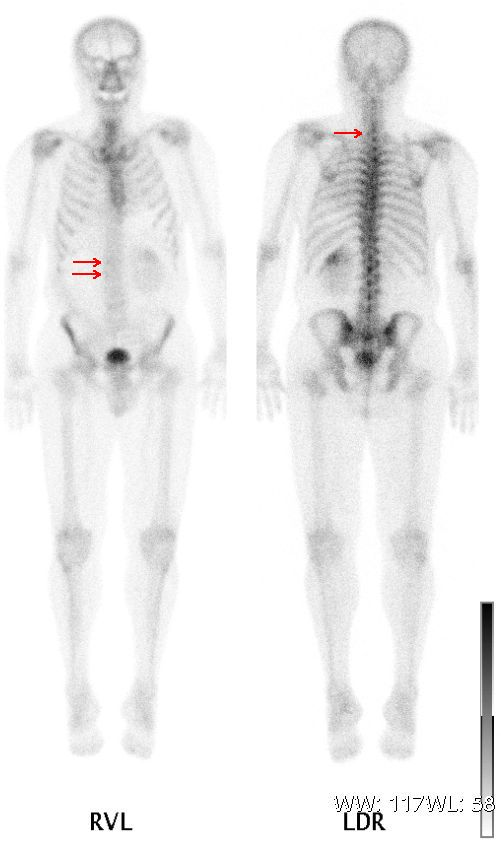
HDP-Skelettszintigramm eines Patienten mit Nierenkrebs: Die Knochenmetastasen im Halswirbelkörper 7 und in der Lendenwirbelsäule (LWK 1&2) sind aufgrund der geringen Auflösung der planaren Skelettszintigrafie nur zu erahnen.
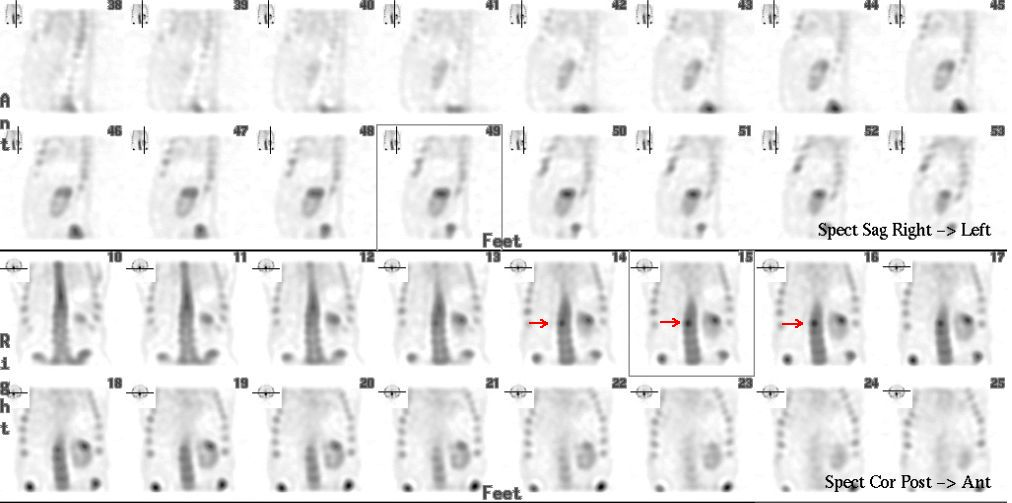
SPECT-Aufnahme des HDP-Skelettszintigramms desselben Patienten; von den beiden Metastasen in der Lendenwirbelsäule ist nur eine einzige Läsion erkennbar, die Läsion in der Halswirbelsäule ist nicht dargestellt.
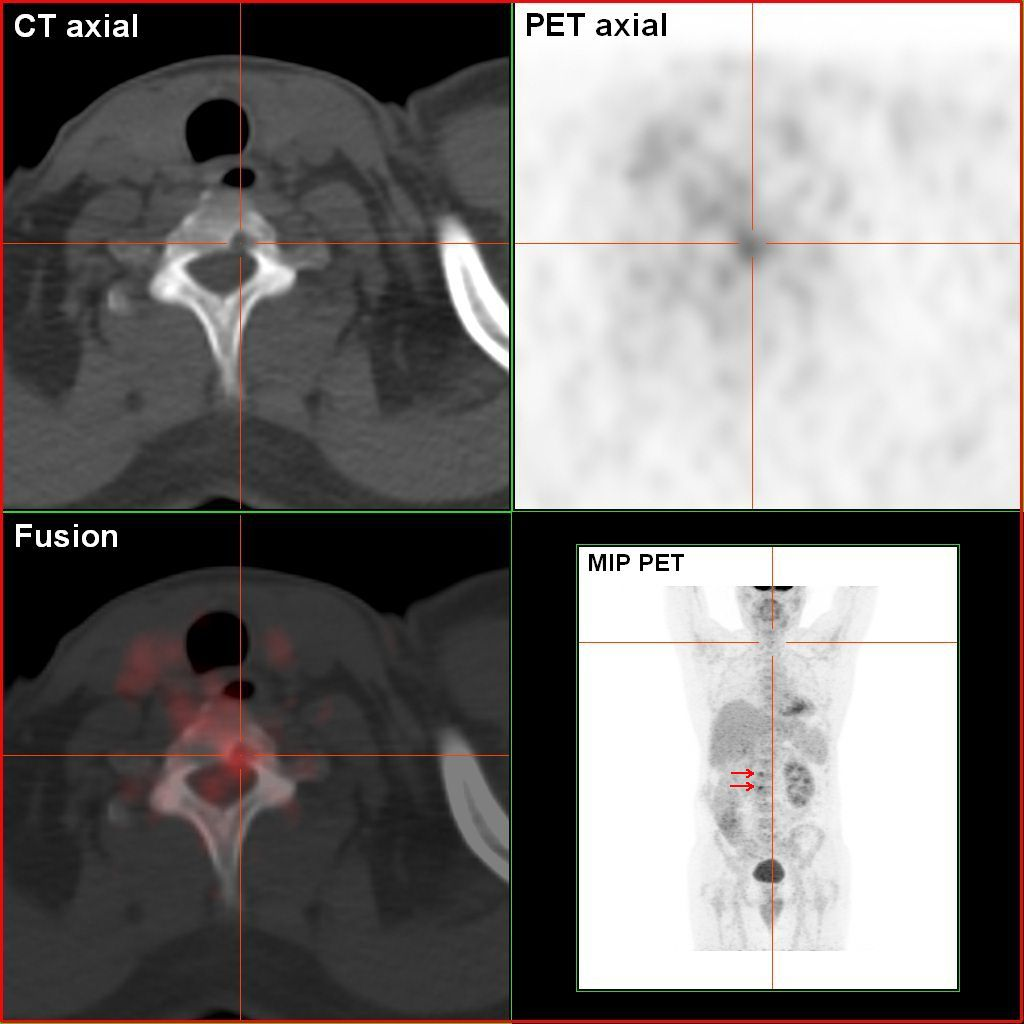
FDG-PET desselben Patienten: Die osteolytische Knochenmetastase im Halswirbelkörper reichert nicht an und ist nur im CT erkennbar. Die beiden weiteren Knochenmetastasen in der Lendenwirbelsäule werden dagegen auch im FDG-PET dargestellt.
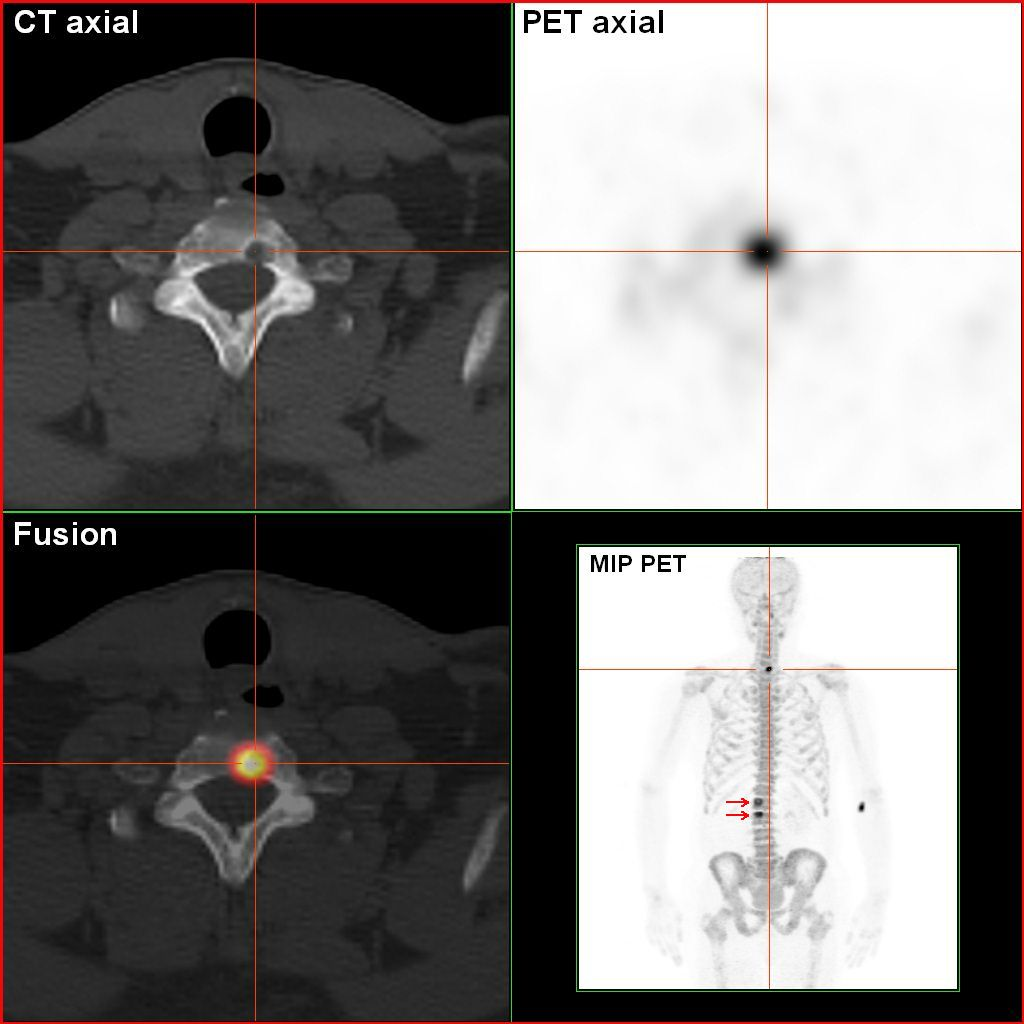
Natriumfluorid PET-CT desselben Patienten: Die osteolytische Knochenmetastase im Halswirbelsäule zeigt einen extremen Uptake und ist klar erkennbar Die beiden weiteren Knochenmetastasen in der Lendenwirbelsäule stellen sich in der PET ebenfalls sehr gut dar.